# Chiangmaia
Chiangmaia es un género de arañas araneomorfas de la familia Linyphiidae. Se encuentra en Tailandia.

## Lista de especies
Según The World Spider Catalog 12.0:
- Chiangmaia rufula Millidge, 1995
- Chiangmaia sawetamali Millidge, 1995